# Бундово
Бундово — деревня в Шатурском муниципальном районе Московской области. Входит в состав Дмитровского сельского поселения. Население — 5 чел. (2010).

## Расположение и транспорт
Деревня Бундово расположена в южной части Шатурского района, расстояние по автодорогам до МКАД порядка 157 км, до райцентра — 50 км, до центра поселения — 8 км. Ближайшие населённые пункты — примыкающая с северо-запада деревня Кашниково и деревня Ширяево к юго-западу, ближайшая автобусная остановка расположена на расстоянии 3 км в деревне Михайловская.
Высота над уровнем моря 136 м.

## Название
Исторические и бывшие варианты написания названия деревни — Будново, Бундовская, Бундово.
Местный краевед Казаков В. М. предполагал, что в деревни существовал будный завод — предприятие для выварки поташа, выгонки смолы и дёгтя. Отсюда произошло название Будново, которое впоследствии преобразовалось в Бундово.

## История

### С XVII века до 1861 года
Впервые упоминается в писцовой Владимирской книге В. Кропоткина 1637—1648 гг. как деревня Будново.
В результате губернской реформы 1708 года деревня оказалась в составе Московской губернии. После образования в 1719 году провинций деревня вошла во Владимирскую провинцию, а с 1727 года — во вновь восстановленный Владимирский уезд.

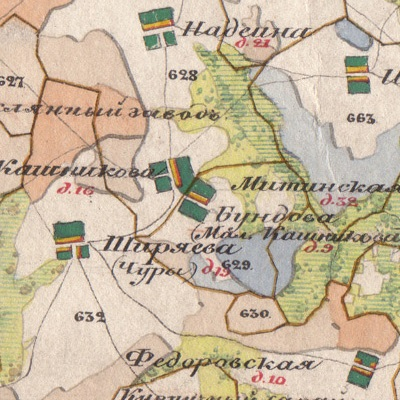
Деревня Бундово на карте 1850 года

В 1778 году образовано Рязанское наместничество (с 1796 года — губерния). После этого вплоть до начала XX века деревня входила в Егорьевский уезд Рязанской губернии.
Последней владелицей деревни перед отменой крепостного права была помещица Савёлова.
По сведениям 1859 года Бундово — владельческая деревня 1-го стана Егорьевского уезда по просёлочным трактам, при колодце, в 50 верстах от уездного города и 27 верстах от становой квартиры.

### 1861—1917
После реформы 1861 года из крестьян деревни было образовано одно сельское общество, деревня вошла в состав Коробовской волости.
В 1885 году был собран статистический материал об экономическом положении селений и общин Егорьевского уезда. В деревне было общинное землевладение, земля была поделена по ревизским душам. Последний общий передел земли был в 1883 году сроком на 12 лет, однако луга делили ежегодно.
Лес (дровяной, большей частью мелкий) рубили по надобности. Надельная земля находилась в одной меже и делилась на 41 участок. Деревня находилась с краю надела, дальние полосы отстояли от неё на полверсты. Кроме надельной, община имела около 17 десятин собственной земли; также 15 домохозяев арендовали 55,5 десятин лугов.
Почва была супесчаная, илистая и суглинистая, пашни ровные, луга — все суходольные, прогоны удобные. В деревне было 10 колодцев с хорошей водой. Дрова для отопления покупали в соседних рощах, хлеб — в Дмитровском Погосте. Сажали рожь, овёс (очень редко), гречиху и картофель. У крестьян было 14 лошадей, 31 корова и 38 телят, 26 овец, 1 плодовое дерево и 27 колодок пчёл. Избы строили деревянные, крыли деревом и железом, топили по-белому.
Деревня входила в приход села Дмитровский Погост, там же располагались мужское и женское училища. Основной местный промысел — тканьё мочальных кульков (23 кулёчных стана в 16 семьях), также имелся пастух и мастер по починке борон и сох. 33 плотника уходили на заработки в Московскую губернию и Зарайский уезд.
По данным 1905 года ближайшее почтовое отделение и больница находились в селе Дмитровский Погост.

### 1917—1991
В 1922 году Егорьевский уезд вошёл в состав Московской губернии, деревня попала в Дмитровскую волость. Был образован Кашниковский сельсовет, куда вошла деревня Бундово.
В ходе реформы административно-территориального деления СССР в 1929 году деревня вошла в состав Дмитровского района Орехово-Зуевского округа Московской области. В 1930 году округа были упразднены, а Дмитровский район переименован в Коробовский.
С 1954 года деревня некоторое время входила в Михайловский сельсовет.
3 июня 1959 года Коробовский район был упразднён, Михайловский сельсовет передан Шатурскому району.
С 1960 года деревня входит в Дмитровский сельсовет.
С конца 1962 года по начало 1965 года деревня Бундово входила в Егорьевский укрупнённый сельский район, созданный в ходе неудавшейся реформы административно-территориального деления, после чего деревня в составе Дмитровского сельсовета вновь передана в Шатурский район.

### С 1991 года
В 1994 году Дмитровский сельсовет был преобразован в Дмитровский сельский округ.
В 2005 году образовано Дмитровское сельское поселение, в которое вошла деревня Бундово.

## Население
| 1859 | 1868 | 1885 | 1905 | 1926 | 1970 |
| ---- | ---- | ---- | ---- | ---- | ---- |
| 78   | ↗85  | ↗143 | ↗162 | ↘137 | ↘17  |
| 1993 | 2002 | 2006 | 2010 |      |      |
| ↘5   | →5   | ↘1   | ↗5   |      |      |

В переписях за 1858 (X ревизия), 1859 и 1868 годы учитывались только крестьяне. Число дворов и жителей: в 1850 году — 9 дворов, в 1858 году — 40 муж., 38 жен., в 1859 году — 10 дворов, 40 муж., 38 жен., в 1868 году — 13 дворов, 40 муж., 45 жен.
В 1885 году был сделан более широкий статистический обзор. В деревне проживало 143 крестьянина (16 дворов, 69 муж., 74 жен.). На 1885 год грамотность среди крестьян деревни составляла 10 % (15 человек из 143).
В 1905 году в деревне проживало 162 человека (26 дворов, 82 муж., 80 жен.).
В 1926 году — 137 человек (32 крестьянских хозяйства, 58 муж., 79 жен.).
По результатам переписи населения 2010 года в деревне проживало 5 человек (3 муж., 2 жен.).

## Галерея

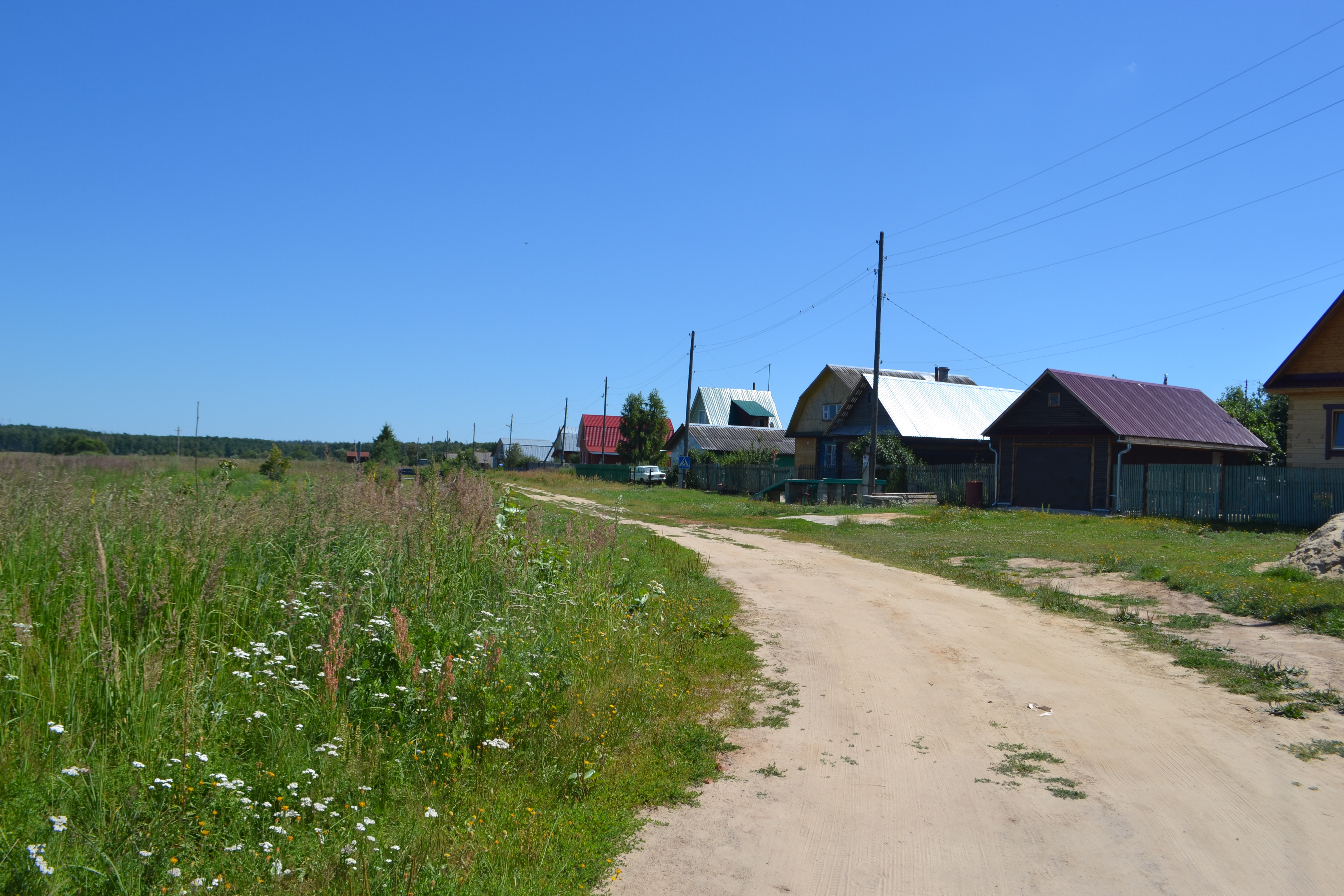
Бундово
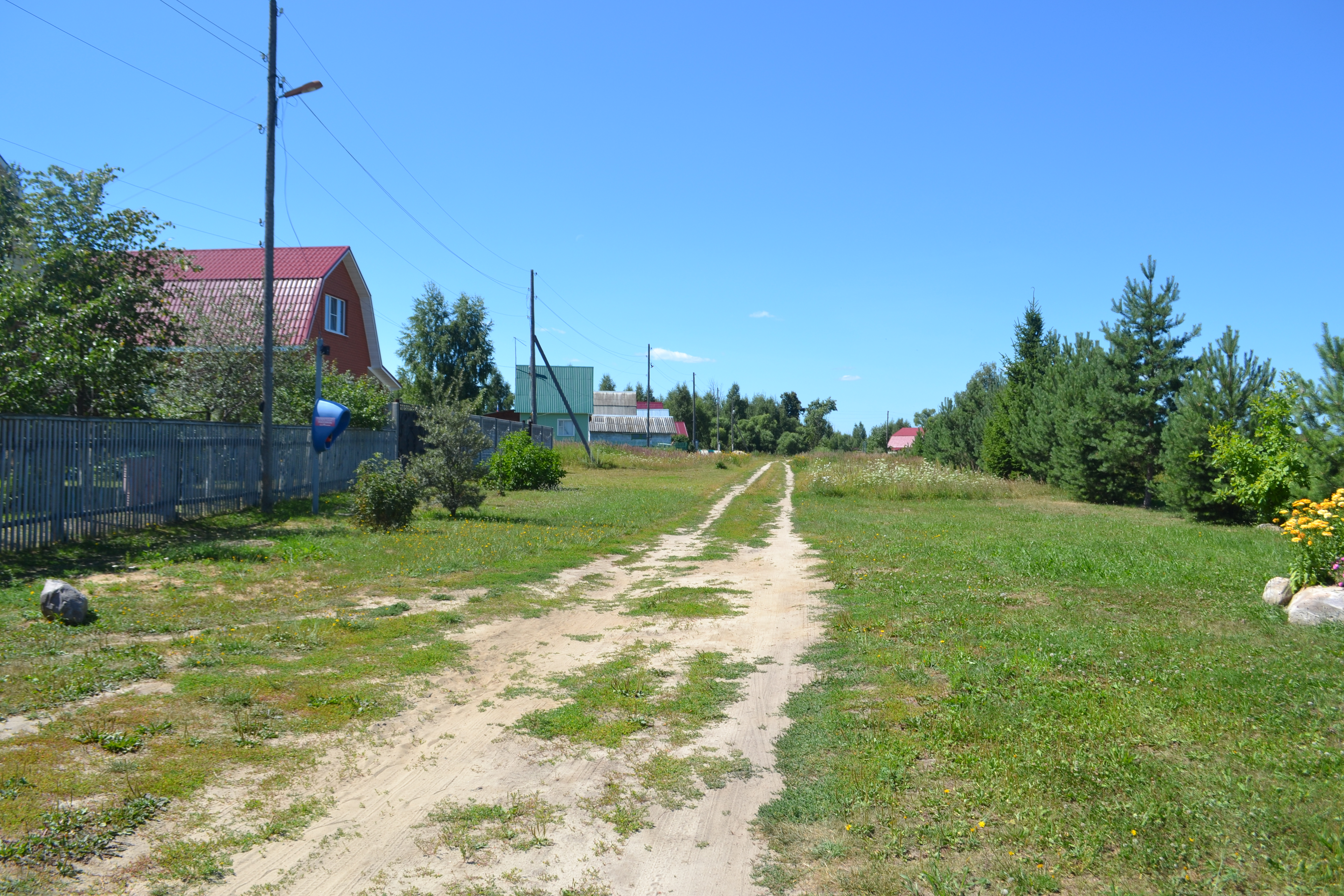
Улица в деревне
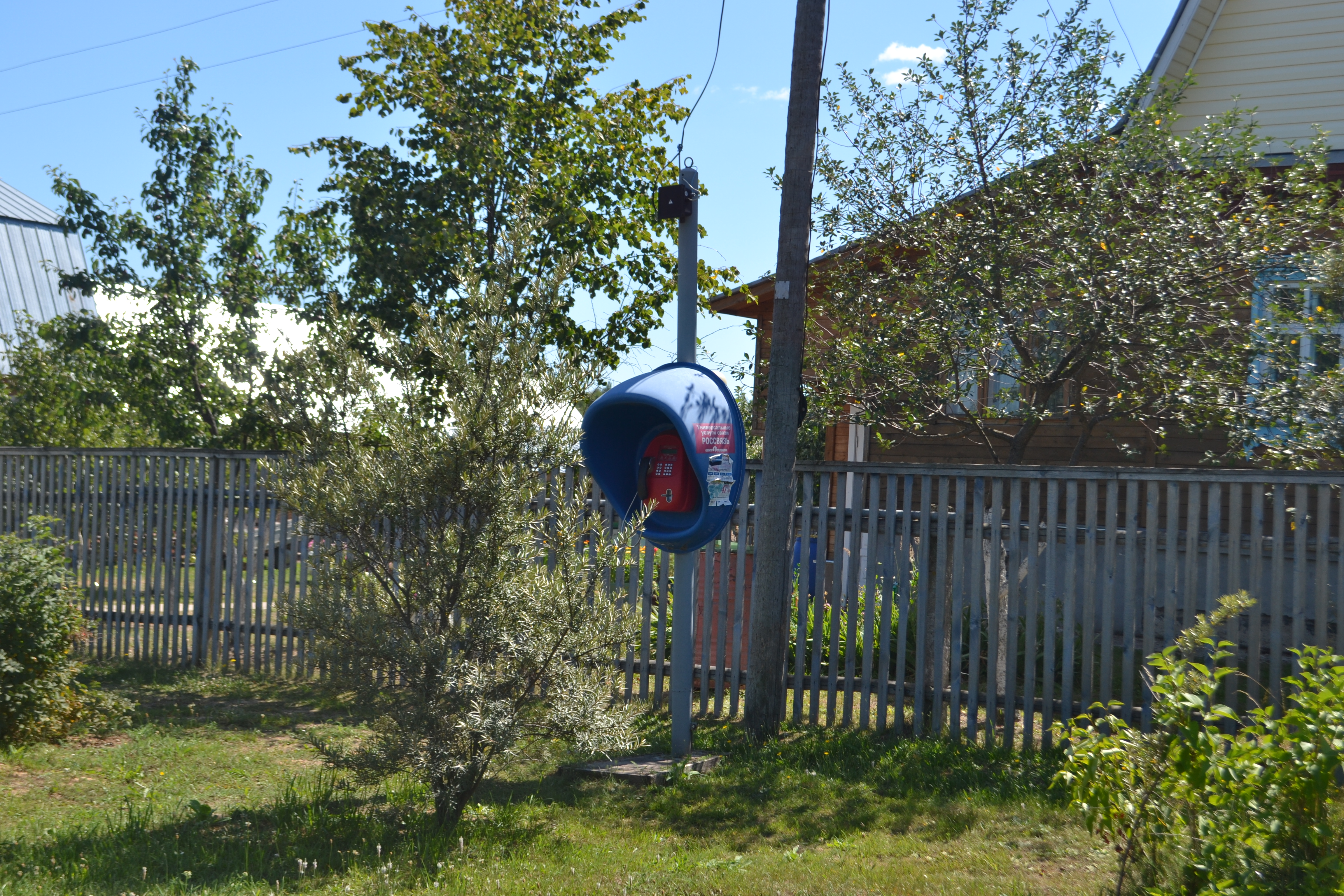
Таксофон в деревне